# Sauaholmen
Sauaholmen est une île dans le landskap Sunnhordland du comté de Vestland. Elle appartient administrativement à Øygarden.

## Géographie
Rocheuse et couverte d'arbres, à fleur d'eau, elle s'étend sur environ 279 m de longueur pour une largeur approximative de 117 m. Elle compte 4 habitations et est reliée au sud par une passerelle à Bjorøyhavn (nn).